# Vistabella
Vistabella è un comune spagnolo di 36 abitanti situato nella comunità autonoma dell'Aragona. Il territorio comunale è bagnato dalle acque del fiume Huerva.